# Parti démocratique valaque de Serbie
Le Parti démocratique valaque de Serbie (en serbe : Vlaška demokratska stranka Srbije et Влашка демократска странка Србије ; en valaque : Partidul democrat Vlah din Sîrbia), en abrégé VDSS, est un parti politique serbe. Il a été créé en 2004 et est présidé par Predrag Balašević. Il a son siège dans la ville de Bor.
Le Parti démocratique valaque de Serbie s'est donné comme mission de défendre les intérêts de la minorité valaque du pays.
Aux élections législatives serbes anticipées du 11 mai 2008, il a participé à la coalition des Valaques unis de Serbie. Cette coalition était dirigée par Predrag Balašević, le président du Parti. Il est à noter que c'était la première fois que les Valaques de Serbie participaient à une élection nationale.